# Tempestade tropical Alberto (2018)
A tempestade tropical Alberto foi um ciclone tropical mortal da pré-temporada que causou danos de US $ 125 milhões na Costa do Golfo no final de maio de 2018, o valor mais alto de qualquer ciclone tropical da pré-temporada. A primeira tempestade da temporada de furacões no oceano Atlântico de 2018, Alberto desenvolveu em 25 de maio perto da Península de Yucatán como um ciclone subtropical. Ao entrar no Golfo do México, Alberto intensificou-se e transformou-se em um ciclone tropical. No início de 28 de maio, Alberto atingiu seu pico de intensidade, com ventos máximos sustentados de 105 km/h (65 mph) e uma pressão mínima de 990 mbar (hPa; 29,23 inHg). Posteriormente, no entanto, o ar seco fez com que Alberto enfraquecesse antes de atingir a costa perto de Laguna Beach, Flórida, com ventos de 72 km/h (45 mph). Alberto manteve uma área compacta de tempestades à medida que avançava pelo centro dos Estados Unidos, entrando no sul de Michigan como uma depressão tropical em 31 de maio. Naquele dia, Alberto enfraqueceu ainda mais e se dissipou em Ontário.
Ao longo de seu caminho, Alberto deixou cair fortes chuvas, principalmente a leste do caminho da tempestade. Em Cuba, a enchente matou dez pessoas e também danificou casas, estradas e plantações. As enchentes causaram um derramamento de óleo na Baía de Cienfuegos. Nos Estados Unidos, Alberto causou cerca de US$ 125 milhões (2018 USD ) em danos, bem como oito mortes. Cinco mortes ocorreram na Carolina do Norte, três das quais foram resultado de deslizamentos de terra e as outras duas de árvores caídas. As inundações foram responsáveis pela morte de três pessoas na Virgínia. A tempestade causou inundações costeiras ao longo da Costa do Golfo dos Estados Unidos, mais significativamente na Flórida, onde atingiu a costa.

## História meteorológica
Em 12 de maio, um vale moveu-se para o leste do México e parou sobre o Golfo do México e o Mar do Caribe. Por 20 de maio, o vale havia girado para uma orientação noroeste-sudeste, o que aumentou a diffluência e contribuiu para a formação de uma ampla área de baixa pressão sobre o noroeste do Caribe. No início de 21 de maio, o National Hurricane Center (NHC) indicou pela primeira vez o potencial para o baixo desenvolvimento ciclônico futuro. Em 23 de maio, a baixa deslocou-se sobre a península oriental de Yucatán, onde o seu desenvolvimento foi impedido devido ao vento forte e ao ar seco. Em 25 de maio, a baixa voltou ao Mar do Caribe e desenvolveu uma circulação bem definida. Naquele dia, o NHC designou o sistema como uma depressão subtropical enquanto estava localizado a cerca de 80 mi (130 km) leste-nordeste de Chetumal, Quintana Roo. A designação subtropical foi devido à interação da depressão com uma baixa de nível superior, bem como seu amplo campo de vento, com múltiplas circulações de baixo nível evidentes.
Com a maior parte da convecção localizada a leste do centro, a depressão subtropical permaneceu desorganizada enquanto se movia para o norte. Em 26 de maio, o centro reconstruído sob a principal área de convecção no Golfo do México, a nordeste da fraca circulação anterior no Caribe. Logo após essa melhoria estrutural, a depressão se intensificou em uma tempestade subtropical na ponta noroeste de Cuba, e foi chamada de Alberto. Operacionalmente, o NHC considerou Alberto uma tempestade subtropical desde seu primeiro consultor no Caribe. Enquanto Alberto se movia paralelamente à costa oeste da Flórida, uma grande banda de tempestades persistiu a leste do centro da tempestade, estendendo-se da Flórida a Cuba. As tempestades concentraram-se perto do centro e tornaram-se mais simétricas, um sinal de que a tempestade estava se transformando em um ciclone tropical. Alberto tornou-se totalmente tropical por volta das 00:00 UTC em 28 de maio enquanto se aproximava do pântano da Flórida. Naquela época, os Hurricane Hunters observaram ventos máximos sustentados de 105 km/h (65 mph), que seria o pico de intensidade da tempestade.
Embora perto de sua intensidade máxima, Alberto moveu-se lentamente ao redor do lado norte de uma baixa de nível superior, e a intrusão de ar mais seco na circulação fez com que as tempestades enfraquecessem. A tempestade tropical Alberto atingiu a costa perto de Laguna Beach, Flórida, às 21h UTC em 29 de maio com ventos sustentados de 72 km/h (45 mph). Operacionalmente, o NHC manteve o sistema como uma tempestade subtropical, embora a agência tenha notado ambiguidade com a estrutura da tempestade. Alberto rapidamente enfraqueceu para uma depressão tropical conforme se movia para o interior, embora mantivesse uma área de tempestades sobre um centro bem definido. O sistema manteve sua estrutura e intensidade sobre a terra devido a um fenômeno conhecido como efeito oceano marrom, no qual a umidade suficiente do solo anula os efeitos deletérios que o rastreamento do interior tem sobre um ciclone tropical. Em 30 de maio, uma depressão que se aproximava virou o sistema para nordeste, e Alberto entrou no sul de Michigan como uma depressão tropical no dia seguinte. Logo depois disso, entretanto, o sistema degenerou em uma área remanescente de baixa pressão. A baixa cruzou o Lago Huron e se dissipou sobre o oeste de Ontário por volta das 12:00 UTC naquele dia.

## Preparativos

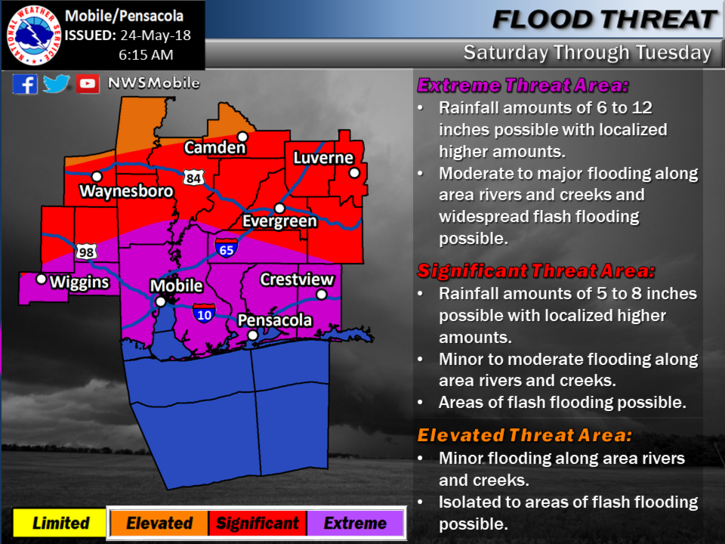
Previsão inicial de chuva do NWS mostrando chuva significativa nas áreas rosa.

Após a classificação de Alberto como uma tempestade subtropical, o Governo do México emitiu um alerta de tempestade tropical para a costa leste da Península de Yucatán, de Tulum a Cabo Catoche. O Governo de Cuba também emitiu um alerta de tempestade tropical para a província de Pinar del Río. A vigilância de tempestade tropical para a costa leste da Península de Yucatán foi interrompida às 12:00 UTC em 26 de maio, enquanto o alerta de tempestade tropical para Pinar del Río foi substituído por um aviso de tempestade tropical três horas depois.
Vários alertas e avisos de tempestade tropical foram emitidos em toda a costa do Golfo dos Estados Unidos, em preparação para a chegada de Alberto. Os primeiros avisos foram emitidos às 21:00 UTC em 25 de maio, com um alerta de tempestade tropical sendo emitido de Indian Pass, Flórida, a oeste para Grand Isle, Louisiana, e um alerta de tempestade sendo emitido de Horseshoe Beach, Flórida, para a foz do rio Mississippi. Às 15:00 UTC no dia seguinte, um alerta de tempestade tropical foi emitido para os Dry Tortugas em Florida Keys, e o alerta de tempestade na costa do Golfo dos Estados Unidos foi estendido para leste até Crystal River, Flórida. Às 21:00 UTC, avisos de tempestade tropical foram emitidos para a costa oeste da Flórida, de Bonita Beach ao rio Anclote, e para a costa norte do Golfo, do rio Aucilla a oeste até a fronteira Mississippi/Alabama. Todos os avisos foram interrompidos depois que o ciclone tropical chegou à costa.
Um estado de emergência foi declarado para os estados de Mississippi, Alabama e Flórida, onde se esperava que Alberto tivesse os maiores impactos. Antes de Alberto, várias ordens de evacuação foram emitidas para partes da Flórida. No condado de Franklin, uma ordem de evacuação obrigatória foi aplicada em suas ilhas barreira, enquanto no condado de Taylor, nas proximidades, uma ordem de evacuação voluntária foi emitida para as áreas costeiras. O governador da Flórida, Rick Scott, declarou estado de emergência para toda a Flórida em 26 de maio. No Golfo do México, as empresas petrolíferas Exxon Mobil Corp, Royal Dutch Shell e Chevron Corporation evacuaram trabalhadores e fecharam plataformas de produção no caminho de Alberto.

## Impacto

### Caribe Noroeste

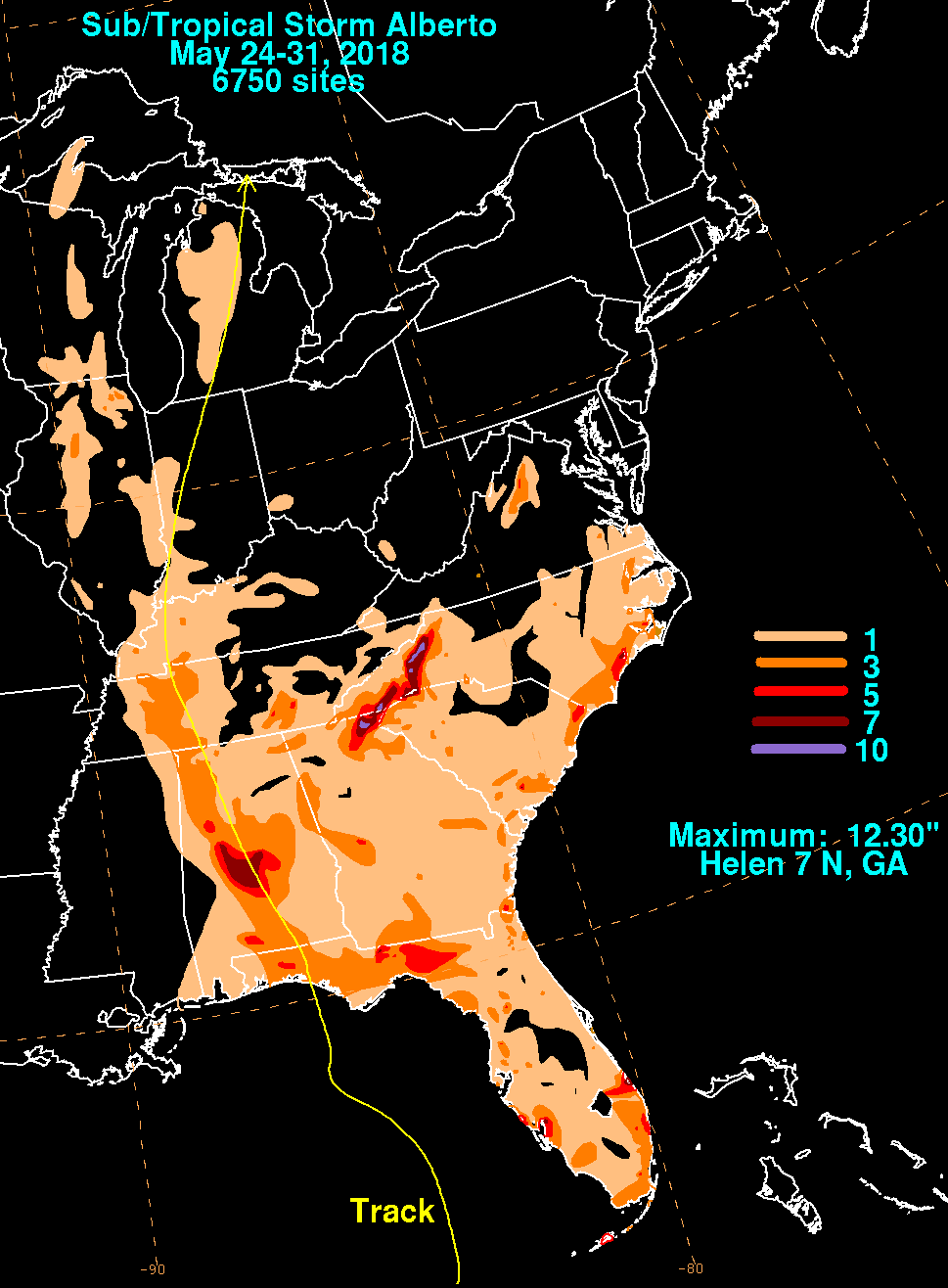
Precipitação total associada a Alberto nos Estados Unidos

Alberto produziu fortes chuvas ao longo da Península de Yucatán, causando inundações em Mérida, Yucatán.
Durante seus estágios de formação, Alberto também deixou cair fortes chuvas em grande parte do oeste de Cuba, com pico de 366 mm (14.41 in) em Heriberto Duquezne, Villa Clara. Pelo menos 180 mm (7 in) de precipitação nas províncias de Pinar del Rio, Artemisa, Matanzas, Cienfuegos, Sancti Spíritus e Ciego de Avila. A chuva causou inundações e deslizamentos de terra no centro e oeste de Cuba, matando dez pessoas por afogamento e forçando pelo menos 40.000 pessoas a evacuarem as suas casas. O reservatório de Zaza, o maior reservatório de Cuba, atingiu o segundo nível mais alto já registado. Tempestades e marés anormalmente altas causaram inundações costeiras na Isla de la Juventud e de Pinar del Río à província de Mayabeque.
A inundação de Alberto em Cuba forçou mais de 52.000 as pessoas saiam de suas casas. Cortes de energia afetaram quase 60.000 pessoas. Em todo o país, a tempestade danificou 5.218 casas, bem como 9,582 ha (23,680 acres) de lavouras. Os níveis elevados de água no Pântano Zapata submergiram centenas de casas, com as águas da enchente persistindo até 18 dias após a tempestade.  As inundações danificaram estradas e pontes, isolando algumas aldeias e impedindo o transporte e a ajuda humanitária. Em Taguasco, uma ponte sobre o rio Zaza foi varrida, com a reconstrução começando algumas semanas após a tempestade. As enchentes inundaram várias ruas, incluindo a Autopista A1 na província de Villa Clara, forçando as autoridades a fechar a estrada. Na refinaria de petróleo de Cienfuegos, a lagoa de tratamento de água transbordou em meio a uma inundação de tempestade, que derramou cerca de 12,000 m3 (420,000 cu ft) de água oleosa na Baía de Cienfuegos. Apesar dos esforços de limpeza, o derramamento de óleo afetou negativamente o ecossistema da área. Após a tempestade, as autoridades forneceram alimentos e materiais de construção para os residentes que sofreram danos causados pela tempestade, e plantaram safras para reabastecer o suprimento danificado

### Estados Unidos

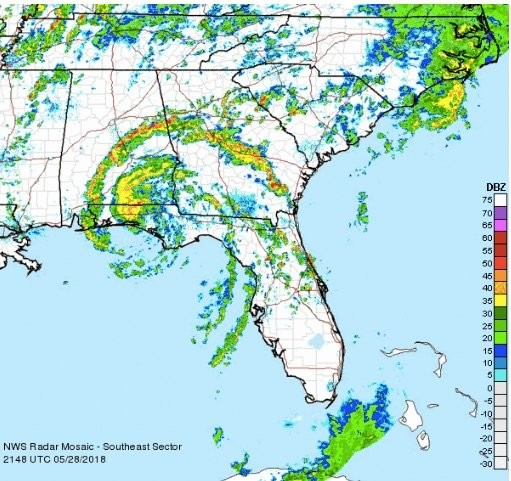
Imagem de radar de Alberto perto de landfall

Nos Estados Unidos, Alberto arrecadou cerca de US $ 125 milhões em danos causados pelo vento e pela água, e foi responsável por oito mortes. Na Carolina do Norte, deslizamentos de terra mataram uma mulher em Polk County, Carolina do Norte, e duas mulheres perto de Boone, quando um vazamento de gás causou uma explosão. O âncora do WYFF News 4 Mike McCormick e o fotojornalista Aaron Smeltzer morreram enquanto cobriam a tempestade depois que uma árvore caiu em seu veículo na US Route 176. Na Virgínia, uma enchente matou duas pessoas perto de Charlottesville e uma pessoa no condado de Madison.
Alberto deixou cair fortes chuvas em toda a Flórida por vários dias. O maior total de precipitação no estado foi de 300 mm (11.8 in) em Taylor Creek, na costa norte do Lago Okeechobee. Um alerta de inundação repentino foi emitido para os condados de Okaloosa e Walton na época do desembarque. Ao longo do pântano da Flórida, a tempestade produziu um 3.08 ft (0.94 m) onda de tempestade em Apalachicola, que inundou estradas costeiras próximas, praias, rampas para barcos e parques. As enchentes atingiram cinco edifícios e um restaurante ao longo do pântano da Flórida. Os ventos no estado foram mais fortes perto de onde a tempestade atingiu a costa, com uma rajada de pico de 95 km/h (59 mph) registados ao longo da ponte da Ilha de St. George, bem como ventos sustentados de 82 km/h (51 mph). Os ventos derrubaram dezenas de árvores, algumas das quais caíram em estradas e linhas de energia. Em Tallahassee, cerca de 9.000 as pessoas perderam energia durante a tempestade. Árvores derrubadas danificaram uma casa nos condados de Wakulla e Holmes. No condado de Jefferson, uma árvore caiu sobre um veículo na interestadual 10, que feriu gravemente duas pessoas. Em Port Salerno, longe da tempestade, as bandas de chuva externas de Alberto geraram um breve tornado EF0, que ergueu um trampolim até as linhas de transmissão próximas.
A oeste do landfall da tempestade, Alberto inundou as áreas costeiras do Alabama, Mississippi e Louisiana quando a tempestade atingiu a costa. Os ventos fortes causaram danos a árvores localizadas no sudeste do Alabama. As bandas de chuva externas da tempestade geraram um tornado EF0 perto de Cameron, na Carolina do Sul. O tornado esteve no solo por 0,3 milhas (0,48 km) e teve ventos de pelo menos 130 km/h (80 mph), forte o suficiente para erguer árvores, danificar plantações e causar pequenos danos estruturais. As chuvas mais fortes ocorreram a leste do caminho da tempestade. A maior precipitação nos Estados Unidos foi de 312 mm (12.30 in), gravada perto de Helen, Geórgia. Mais a nordeste, Jonas Ridge, na Carolina do Norte, registou 310 mm (12.21 in) de precipitação. A precipitação intensa no oeste da Carolina do Norte causou inundações ao longo de vários rios. O rio Catawba perto de Pleasant Garden, na Carolina do Norte, atinge o 15.7 ft (4.8 m), quase 5 ft (1.5 m) acima do estágio de inundação. Chuvas fortes provocaram deslizamentos de lama ao longo das Montanhas Blue Ridge e fizeram com que vários cursos d'água ultrapassassem suas margens. A inundação fechou mais de 40 estradas no oeste da Carolina do Norte. A preocupação com o rompimento da Barragem do Lago Tahoma levou à evacuação de 2.000 pessoas até que a estrutura fosse considerada segura. As inundações também ocorreram em partes da Geórgia, Kentucky, Carolina do Sul, Tennessee e Virgínia. Mais para o interior, Alberto gerou dois tornados fracos, um perto de Marseilles, Illinois, o outro perto de Pleasant Hill, Ohio. O último tornado danificou um anexo. Em Illinois, as chuvas fortes da tempestade bateram recordes para o mês de maio em várias cidades, incluindo Chicago.